# سعيد سليمان الشماسي
سعيد سليمان بركات الشماسي (و. 1963) هو سياسي يمني، من مواليد محافظة حضرموت، يشغل منصب وزير النفط والمعادن في حكومة معين منذ 28 يوليو 2022.

## المؤهلات العلمية
- بكالوريوس محاسبة - جامعة عدن عام 1988.
- ماجستير محاسبة - الأردن - عام 2000.[2]
- دكتوراه محاسبة نفط - جامعة دمشق - سوريا - عام 2005.[2]

## أبرز المناصب التي تولاها
- نائب وزير النفط والمعادن منذ عام 2017.[2]
- القائم بأعمال المدير العام التنفيذي لشركة مصافي عدن مارس - نوفمبر 2021.[2]
- وكيل مساعد للشئون المالية والإدارية منذ 2012 - 2017.[2]
- مدير عام شركة النفط فرع حضرموت منذ عام 2005- 2006.[2]